# Calcetore
Calcetore (in greco antico: Χαλκήτωρ?) era una città dell'antica Grecia ubicata in Caria.

## Storia
Fece parte della lega delio-attica visto che appare nella lista delle città tributarie di Atene tra il 451 e il 440 a.C.
Viene documentata nel III secolo a.C. in una coalizione (sympoliteia) tra Calcetore e altre poleis il cui nome non è noto, ma è stato suggerito che potrebbero essere Euromo o Milasa. Questa unione consisteva in uno scambio tra le due città dei loro rispettivi diritti di cittadinanza.
Strabone menziona in Caria la città di Calcetore, in un elenco di città nel quale sono comprese Eraclea al Latmo, Amyzon e Euromos, che erano poco importanti al suo tempo in confronto a Alabanda, Milasa e Stratonicea.
In un altro passaggio, Strabone la cita come «Calcetores».